# نيكولا كاكشيا
نيكولا كاكشيا (بالإيطالية: Nicola Caccia)‏ هو لاعب كرة قدم إيطالي في مركز الهجوم، ولد في 10 أبريل 1970 في قلعة سيستيرنا ‏ في إيطاليا. لعب مع أتالانتا ونادي أنكونا ونادي إمبولي ونادي باري ونادي بياتشينزا ونادي جنوى ونادي كومو ونادي مودينا ونادي نابولي.

## وصلات خارجية
- نيكولا كاكشيا على موقع قاعدة بيانات كرة القدم.إي يو (الإنجليزية)
- نيكولا كاكشيا على موقع عالم كرة القدم.نت (الإنجليزية)